# Шапошников, Иван Иванович (архитектор)
Ива́н Ива́нович Ша́пошников (2 июня 1833 — 31 марта 1898) — архитектор, академик архитектуры. Отец религиозного философа Елены Ивановны Рерих.

## Родословная и биография
По рассказам дочери, Е. И. Рерих, дед Ивана Шапошникова приехал в Россию при Петре I из Риги, где был бургомистром. При посещении Петром I Прибалтийского края он преподнёс царю богато украшенную копию шапки Мономаха. Пётр остался доволен приёмом и предложил бургомистру переехать в Россию. По принятии дедом русского подданства Пётр дал ему новую фамилию — Шапошников. У деда был один сын Иван, который женился на Воронцовой и у них было четыре сына и шесть дочерей. Один из сыновей — Иван Иванович Шапошников.
В 1844—1847 годах И. И. Шапошников учился в Санкт-Петербургском Коммерческом училище, а с 1855 по 1864 годы в Императорской Академии художеств. С 1865 года был преподавателем в Строительном училище (в 1882 году переименовано в Институт Гражданских инженеров); с 1872 года — преподавателем в Технологическом институте, а с 1882 года — архитектором Главного Инженерного управления военного ведомства. В 1870-м стал членом-учредителем Санкт-Петербургского Императорского Общества архитекторов.
Перестроил церковь Уланского полка в Петергофе, строил дачи в окрестностях Санкт-Петербурга, временную церковь св. Екатерины в Санкт-Петербурге, дом для омовения и отпевания на Преображенском еврейском кладбище, работал на строительстве зданий Александровского сталелитейного завода. Самая яркая и грандиозная постройка — Большая хоральная синагога. Проект, занявший первое место в отборочном конкурсе, осуществлён в 1880 году совместно с Л. И. Бахманом. Построена синагога в 1883—1893 годах под наблюдением архитектора А. В. Малова.
Был женат на Екатерине Голенищевой-Кутузовой. Двое их детей — сын Илларион и дочь Анна, умерли в пятилетнем возрасте, а дочь Елена, выйдя замуж за художника, путешественника и общественного деятеля Николая Рериха, приобрела известность в России как религиозный философ.

## Награды
- Орден Святого Станислава 2-й и 3-й степени
- Орден Святой Анны 2-й и 3-й степени
- Орден Святого Владимира 3-й и 4-й степени
- В 1897 году возведён (по ордену) в потомственное дворянство вместе с женою и дочерью с правом на внесение в третью часть дворянской родословной книги[4].

## Проекты

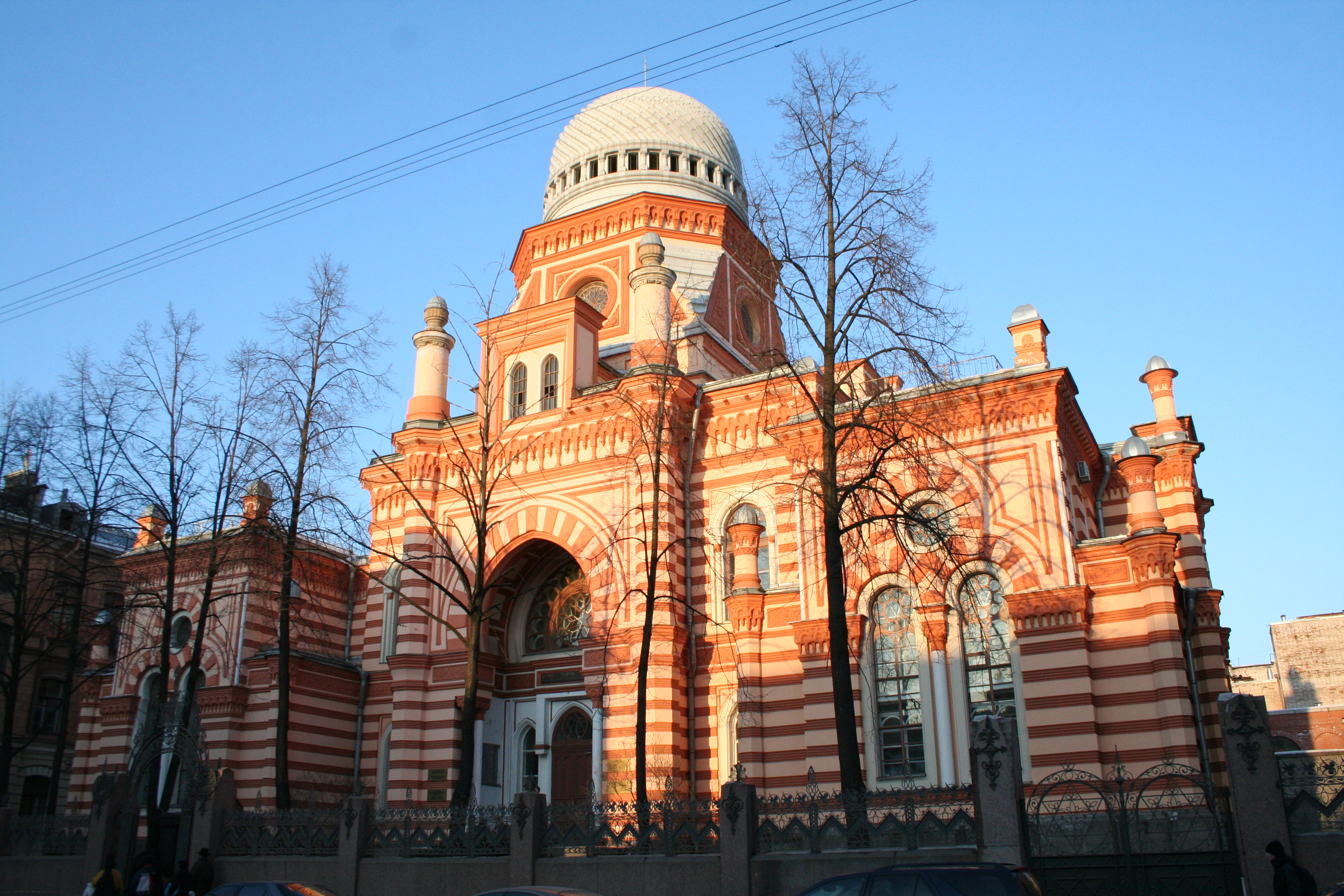
Санкт-Петербургская Большая Хоральная Синагога

- Проспект Римского-Корсакова, д. 55 / Лермонтовский проспект, д. № 9 — доходный дом. 1871, 1885. Включено существовавшее здание.
- Щербаков переулок, д. 1, левая часть — доходный дом. 1872.
- Улица Чайковского, д. 31 — доходный дом. Перестройка и расширение. 1873.
- Улица Чайковского, д. 18 — доходный дом. 1876—1877.
- Боровая улица, д. 23 / улица Константина Заслонова, д. 21 — доходный дом Худобина. Перестройка. 1877.
- Рижский проспект, д. 25 — доходный дом. Перестройка. 1880.
- 19-я линия, д. 12 — особняк и магазин скульптурных изделий Р. Гинкельдейна. 1881. (Надстроен и расширен).
- Набережная канала Грибоедова, д. 138 — доходный дом. 1882—1883. Включён существовавший дом.
- Лермонтовский проспект, д. 2 — хоральная синагога. Проект совместно с Л. И. Бахманом. Осуществлён в 1883—1893 А. В. Маловым.
- Английский проспект, д. 18 — особняк С. К. Римской-Корсаковой. Перестройка. 1887.
- Греческий проспект, д. 1 — здание сыпной больницы. 1891. Совместно с Н. Ф. Беккером.
- Улица Оскаленко, д. 18, левый корпус — здание лазарета Санкт-Петербургского губернского земства. 1891—1899. Совместно с Н. Ф. Беккером.
- Набережная реки Пряжки, д. 5 / улица Александра Блока, д.№ 2-4, левая часть — дом и картографическое заведение А. А. Ильина. 1896—1897.
- Проспект Обуховской Обороны, д. 116 — корпуса Александровского сталелитейного завода. 1890-е.
- Улица Комсомола, д. 22 / улица Академика Лебедева, д. № 1-3 — комплекс зданий Михайловского артиллерийского училища и академии. Расширение. 1890-е. (Частично перестроены).